# Frugalware Linux
Frugalware Linux was een Linuxdistributie voor gebruikers met gemiddelde kennis van Linux die vertrouwd waren met de command-line-interface. De eerste versies waren gebaseerd op Slackware, maar daarna is het een distributie geworden die onafhankelijk werd ontwikkeld. Frugalware gebruikte de pakketbeheerder Pacman. Frugalware Linux was beschikbaar voor x86 (i686), PowerPC en x86-64 (AMD64).

## Geschiedenis
Het werk aan Frugalware werd gestart in 2004 door de Hongaar Miklós Vajna. Hij vond het pakketbeheerder pkgtools van Slackware te traag en wou het programma herschrijven in de programmeertaal C. Er werd echter gezegd dat Slackware dit nooit zou accepteren, waarna hij begon te denken over het maken van een eigen Linuxdistributie. Frugalware ging van start, waarbij hij pkgtools, de initscripts en het compilatiesysteem van Slackware verving door alternatieven.

## Pakketbeheer
Sinds versie 0.6 gebruikt Frugalware de pakketbeheerder Pacman-G2. Het is een fork van een CVS-versie van de volledig herschreven Pacman door Aurelien Foret, een versie die toen nog niet officieel uitgebracht was. Voor versie 0.6 werd er gebruikgemaakt van een aangepaste versie van de oude, monolithische Pacman geschreven door Judd Vinet.
Frugalware gebruikt de extensie .fpm voor softwarepakketten. De pakketten zijn bestandsarchieven die gecomprimeerd worden met xz.
Repoman is een hulpmiddel om bronpakketten automatisch te compileren alsook om automatisch closedsourcepakketten te maken en te installeren. Met Repoman kan een gebruiker ook alle compileerscripts downloaden en hercompileren met specifieke opties. De opties kunnen veranderd worden door het bewerken van een tekstbestand. De eerste Frugalware-uitgave met Repoman aan boord was Frugalware 0.3pre1.

## Versiegeschiedenis

### Algemeen
| Versie | Codenaam | Uitgavedatum      |
| ------ | -------- | ----------------- |
| 0.1    | Genesis  | 2 november 2004   |
| 0.2    | Aurora   | 28 april 2005     |
| 0.3    | Trantor  | 13 oktober 2005   |
| 0.4    | Wanda    | 30 maart 2006     |
| 0.5    | Siwenna  | 14 september 2006 |
| 0.6    | Terminus | 22 maart 2007     |
| 0.7    | Sayshell | 13 oktober 2007   |
| 0.8    | Kalgan   | 11 maart 2008     |
| 0.9    | Solaria  | 9 september 2008  |
| 1.0    | Anacreon | 22 maart 2009     |
| 1.1    | Getorin  | 7 september 2009  |
| 1.2    | Locris   | 8 maart 2010      |
| 1.3    | Haven    | 23 augustus 2010  |
| 1.4    | Nexon    | 13 februari 2011  |
| 1.5    | Mores    | 15 augustus 2011  |
| 1.6    | Fermus   | 12 februari 2012  |
| 1.7    | Gaia     | 19 augustus 2012  |
| 1.8    | Cinna    | 6 februari 2013   |
| 1.9    | Arcturus | 5 november 2013   |
| 2.0    | Rigel    | 16 februari 2015  |
| 2.1    | Derowd   | 5 september 2016  |

Alle Frugalware-versies behalve Genesis (versie 0.1) werden genoemd naar planeten in de sciencefictionboeken van Isaac Asimov.

### 1.5
Versie 1.5 was gebaseerd op Linux 2.6.39 en werd uitgebracht op 15 augustus 2011.

### 1.6 pre 2
Frugalware Linux 1.6 pre 2 werd uitgebracht op 18 december 2011. Het maakt gebruik van:
- Linux 3.1
- X.Org Server 1.11.2
- KDE 4.7.4
- Firefox 8.0.1
- Chromium 16.0.912.63
- Blender 2.60
- Versie 1.1.0 van de kern EFL-component
- Chrony, een NTP-client voor het synchroniseren van de tijd.

### 1.8
Nieuw in versie 1.8:
- Linuxkernel 3.7.5, X.Org Server 1.13.2, GNOME 3.6, KDE 4.9, LibreOffice 3.6.3.2, Mozilla Firefox 18.0.1
- MESA 7.11 (een oudere versie met meer hardwareondersteuning voor veroudere apparaten)
- UTF-8 nu ingesteld als standaard tekensetcodering

### 1.9
- Pakketupdates: Linux 3.10.17, X.Org Server 1.14.2, GNOME 3.8, KDE 4.11, LibreOffice 4.1.2.3, Mozilla Firefox 22.0
- netconfig werd vervangen door NetworkManager
- frugalwareutils werd vervangen door het nieuwe fvbeutils
- symbolische links naar vi zijn nu aanpasbaar (vroeger hardcoded in het pakket)
- het oude display-manager-legacy.service werd vervangen door de nieuwe systemd-methode van individuele service files.
- consoletoetsenbordindelingen en x11-toetsenbordindelingen worden nu beheerd via systemd
- EFI-ondersteuning (deels, enkel opstarten, bootloader installeren gebeurt niet)
- Nieuwe installatiemethode

### 2.0
Versie 2.0 bevatte pakketupdates:
- Linuxkernel 3.14.19
- X.Org Server 1.15.2
- KDE 4.14.3 / GNOME 3.12.2 / Xfce 4.10.1 / LXDE 0.99.0
- LibreOffice 4.3.3.2
- Mozilla Firefox 35.0.1
- Chromium 39.0.2171.96

Nieuw bij deze versie is de beschikbaarheid van MATE 1.8.1.